# Methanospirillaceae
Famille
Genres de rang inférieur
- Methanospirillum

Les Methanospirillaceae sont une famille d'archées de l'ordre des Methanomicrobiales. 